# Antiguo Hospital de Santa Catalina
El antiguo Hospital de Santa Catalina (en catalán: Antic Hospital de Santa Caterina) es un edificio de Gerona, España. Fue construido durante el siglo XVII para satisfacer las necesidades de la población de la ciudad y que desde 2010 es la sede de la Generalidad de Cataluña en dicha demarcación. Las funciones de hospital fueron transferidas el año 2009 a un nuevo edificio en localidad vecina de Salt (Gerona).

## Historia
En el año 1211 la cofradía San Martín compró unos terrenos en el llano de Gerona —situado en la zona suroeste de la ciudad, fuera de las murallas y cerca del camino real de Barcelona—, en la actual Plaza del León, para construir el nuevo hospital de Gerona, que complementaría a los ya existentes de Hospital de los Curas, Hospital de los Peregrinos y el Hospital de los Leprosos y cuya función era la atención de los enfermos y los peregrinos. Entre los años 1225 y 1226 se levantó una  iglesia junto al Hospital bajo la advocación de Santa Catalina, en ese momento, el Nuevo Hospital pasó a denominarse Hospital de Santa Catalina.  En 1571 fue nombrado Hospital Real por Felipe II. Fue descrito por Roig y Jalpí como uno de los más hermosos hospitales del país, tanto por su perfección como por estar hecho con gran perfección y comodidad para enfermos y sanos.
En el año 1654 el gobierno decidió demoler aquel hospital y trasladarlo al centro de la ciudad, ya que Gerona estaba sufriendo un gran crecimiento demográfico y había que expandir murallas y construir nuevas defensas. Se empezó a construir el nuevo edificio el año 1666; Josep de Ninot, obispo de la diócesis de Gerona, colocó la primera piedra el 16 de mayo. El nuevo hospital más amplio y con mejores infraestructuras, incluida una farmacia, se completó en 1679, aunque algunas salas ya se habían abierto para su uso en 1677. Durante el siglo XVIII se hicieron más mejoras; en 1765 se construyó, junto al hospital, la Casa de la Misericordia —que en un futuro se convertiría en el Hospicio—, y en 1785 se anexionó la Casa de la Convalecencia. Los colaboradores más importantes de la obra fueron Francesc Brugués, militar y diputado y el obispo Fageda.
Los sitios napoleónicos de Gerona de 1808 y 1809 ocasionaron desperfectos en el hospital que fueron arreglados rápidamente. En el año 1855 pasó a ser competencia de la Diputación de Gerona, y en 1931 de la Generalidad de Cataluña, aunque durante la  posguerra, el año 1940, volvió a pasar a depender de la primera.
En 1992 el Hospital de Santa Catalina entró a formar parte de la Red de Hospitales de la Generalidad de Cataluña. Durante la última década del siglo XX surgió la necesidad de disponer de más espacio y más equipamiento, por lo que se propuso el traslado del Hospital a un nuevo edificio que se construyó entre 2006 y 2009 en Salt (Gerona), aunque cerró sus funciones en 2004. Entre los mismos años se llevaron a cabo las reformas del nuevo espacio de la Generalidad de Cataluña en Gerona: se construyó un edificio anexo al ya antiguo Hospital de Santa Catalina, y se habilitó el interior de este para dar cabida a los servicios del organismo público.

## Edificio
El actual edificio del antiguo Hospital Santa Catalina está situado entre la avenida Jaime I y la Plaza Cataluña de Gerona y acoge las dependencias de la Generalidad de Cataluña. De estilo barroco, fue declarado Bien de Interés Cultural Nacional en 1982.
El edificio, es de planta rectangular y de grandes dimensiones, tiene un amplio patio interior, llamado Patio de las magnolias, desde el que se accede a las diferentes estancias; estas, que antiguamente eran las salas donde estaban los lechos de los enfermos, están decoradas con cerámica. Alrededor del patio —cuya decoración proviene de su rehabilitación en 1928— hay dos plantas articuladas de bóveda catalana y lunetas, excepto la última planta, cubierta por una armadura de madera, y al fondo, una gran escalinata que conduce al primer piso. La fachada exterior, construida con piedra de Gerona (piedra nummulítica) está poco decorada.

### Farmacia de Santa Catalina

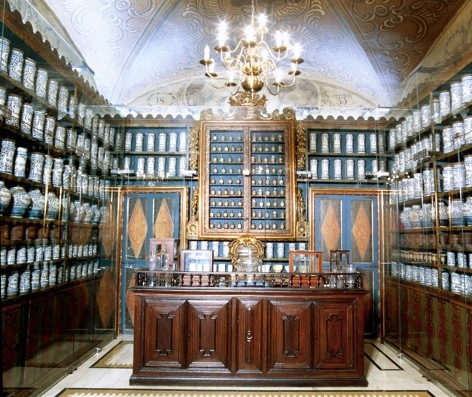
La antigua farmacia de Santa Catalina.

La farmacia de Santa Catalina data de finales del siglo XVII y consta de dos dependencias, la farmacia en sí y una especie de trastienda. La bóveda de arista que la cubre está decorada con pinturas del siglo XIX. En sus armarios se encuentra una colección de más de 350 botes de cerámica, jarrones y albarelos (jarrones de forma cilíndrica), la mayoría son de origen o inspiración francesa y tienen el nombre del contenido escrito en latín. Aparte, también hay unos ochenta botes de vidrio soplado, cajas de madera de herbarios, morteros, material quirúrgico de la época y una pequeña biblioteca.
La colección pertenece al Museo de Arte de Gerona y se ha restaurado durante el año 2011 y reabierto durante el 2012.

### Auditorio Josep Irla

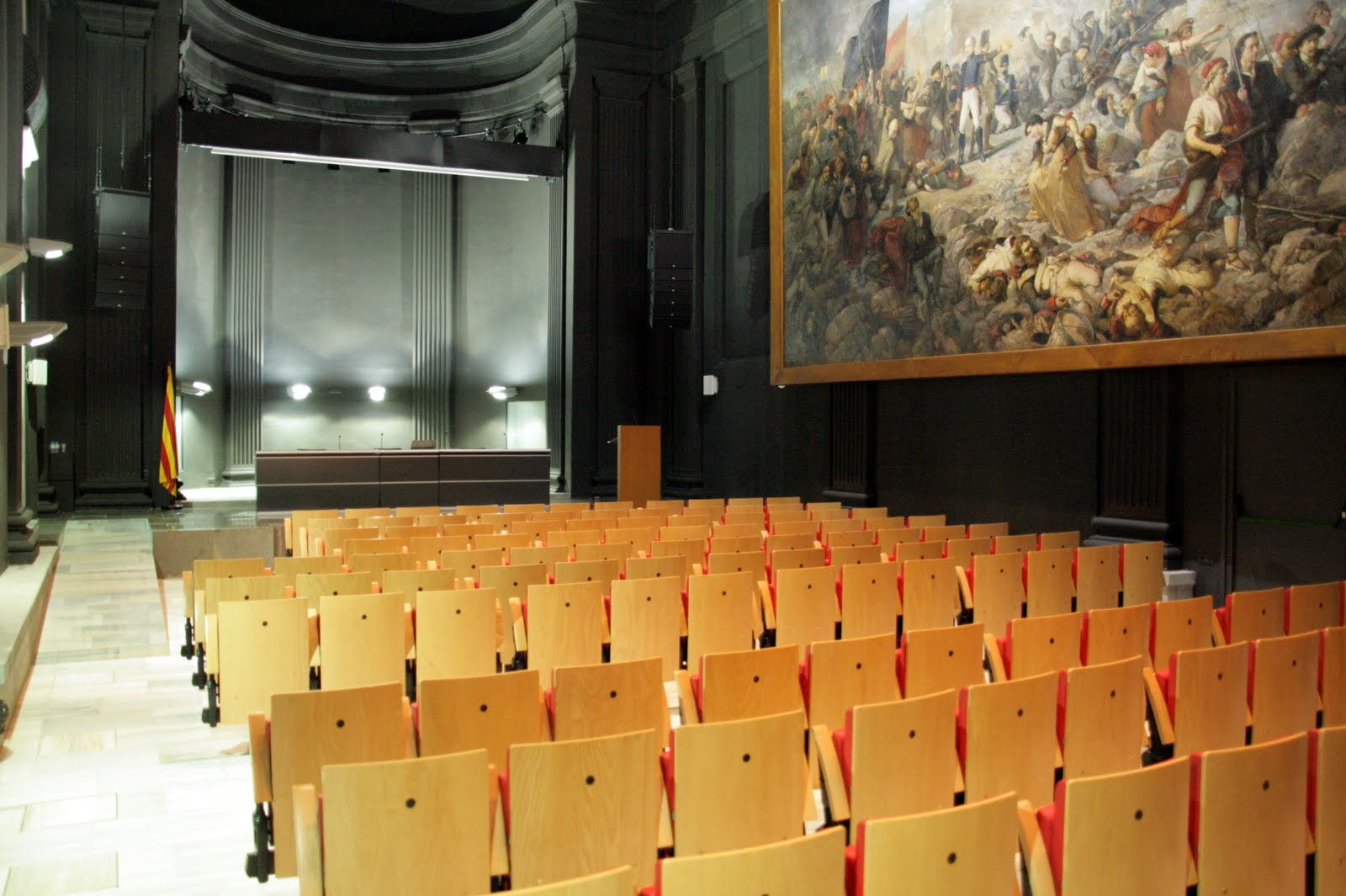
El auditorio Josep Irla con el cuadro El gran día de Gerona expuesto en la derecha.

El auditorio Josep Irla tiene una capacidad para unas cien personas y se celebran todo tipo de actividades, como conferencias y conciertos. Destaca por la exposición en la pared oeste del cuadro El gran día de Gerona, de Ramón Martí Alsina, que es de dimensiones extraordinarias: 4,96 x 10,82 m. Fue instalado el 14 de septiembre de 2010 procedente del Centro de Restauración de Bienes Muebles de Cataluña en Valldoreix (Barcelona) después de un largo proceso de intervención. El personal del Museo de Arte de Gerona asumió la responsabilidad de garantizar el entorno climático necesario, con un nivel de luminosidad que no rebasara los 150 a 200 lux.

### Espacio Santa Caterina
El Espacio Santa Caterina está ubicado en el edificio nuevo anexo al histórico, que se restauró y rehabilitó entre los años 2006 y 2009. Se trata de un espacio expositivo abierto a la ciudadanía, donde se organizan exposiciones relacionadas con la propia institución de la Generalidad de Cataluña a Gerona, así como otras propuestas que puedan aportar los ciudadanos o las entidades. Actualmente, se puede visitar la exposición Cendrós un empresari d'acció, que trata sobre el mecenas, empresario y activista cultural Joan Baptista Cendrós. 